# Oh Well
«Oh Well» (с англ. — «Ну что ж») — песня британской рок-группы Fleetwood Mac сочинённая фронтменом коллектива Питером Грином. Первоначально была выпущена в 1969 году в виде сингла, затем её переделанные версии (смикшированные в один трек/с другим хронометражем) были включены в альбом Then Play On (1969) и сборник Greatest Hits (1971). Помимо этого, композиция фигурирует в бокс-сете 25 Years – The Chain (1992), а также в компиляциях The Best of Peter Green's Fleetwood Mac (2002) и 50 Years - Don't Stop (2018).
«Oh Well» состоит из двух частей: «Part 1» представляет собой быструю блюзовую композицию с электрогитарой и вокалом (длительность 2:19), в свою очередь «Part 2» — инструментальное произведение навеянное классической музыкой (длительность 5:39). Оригинальный сингл 1969 года демонстрирует первую минуту «Part 2» в виде затихающей коды на стороне «А», после чего «Part 2» начинается с самого начала на стороне «Б». Более поздние релизы отличались по хронометражу. На концертах исполнялась только первая часть песни («Part 1»), её живые версии фигурировали на многих концертных пластинках Fleetwood Mac, таких как: Live, Live in Boston и Live at the BBC, а также на би-сайдах синглов. После ухода Грина из группы эту песню пели другие вокалисты коллектива — Боб Уэлч, Дэйв Уокер, Линдси Бакингем, Билли Бернетт и Майк Кэмпбелл.
Сингл добрался до 2-го места в UK Singles Chart, где пробыл в течение двух недель в ноябре 1969 года. Также, он стал лидером голландского Топ-40, попал в Top-5 хит-парадов Ирландии, Норвегии, Новой Зеландии и Франции, а также в Top-10 Германии и Швейцарии. «Oh Well» вышла практически незамеченной в США, где он достигла 55-го места — став первым синглом группы попавшим Billboard Hot 100, а также их единственной песней до периода Бакингема/Никс достигшей такого успеха. Однако, авторитетность песни значительно возросла с годами, как и её ротация на рок-радиостанциях.

## Содержание
Питер Грин написал «Part 2» на испанской гитаре фирмы Ramirez, которую он купил, услышав инструмент по радио. Рифф «Part 1» первоначально был им забракован, а сама песня должна была появиться на обратной стороне сингла.
В первой части песни («Part 1») звучит быстрый блюзовый гитарный рифф Грина, к которому присоединяются второй гитарист Дэнни Кирван и басист Джон Макви, после этого наступает тишина, прерываемая перкуссией ковбелла Мика Флитвуда. Затем Грин поет короткий куплет без музыкального сопровождения, прежде чем рифф начинается снова, после этого Кирван вступает с гитарным соло. Второму куплету и повтору риффа предшествует еще один тихий отрезок. Перед второй частью («Part 2») звучит короткая пауза, после чего вступает испанская гитара Грина под аккомпанемент электрогитары Кирвана, в дальнейших инструментальных пассажах звучат блокфлейта, виолончель, а также фортепиано в исполнении Джереми Спенсера. Это был единственный вклад Спенсера в песню, так как он не принимал участие в записи «Part 1», а Грин сыграл на всех других инструментах из «Part 2». Во время концертных выступлений оригинального состава зачастую Спенсер исполнял дополнительную перкуссию, или играл на маракасах.
Вместо того чтобы включить «Oh Well» в британский релиз альбома Then Play On, лейбл группы решил выпустить её в качестве отдельного сингла. Это стало полностью неожиданностью для автора песни, Питера Грина, который ожидал, что эту функцию выполнит «When You Say», композиция Кирвана. Сомневаясь в целесообразности выпуска «Part 1» в качестве сингла, Грин лоббировал поместить «Part 2» на сторону «А», но руководство лейбла не поддержало его предложение. Флитвуд и Макви даже поспорили на восемь фунтов, что «Oh Well» провалится в чартах, но вместо этого сингл попал в Top-10 нескольких стран.
«Oh Well, Part 1» рассматривалась некоторыми музыкальными критиками как один из ранних примеров кроссоверов между блюз-роком и хэви-металлом, наряду с песнями других исполнителей, такими как Led Zeppelin. Впоследствии, Джон Пол Джонс черпал вдохновение из «Oh Well, Part 1», когда сочинял рифф к композиции «Black Dog» из альбома Led Zeppelin IV. Джон Брэкетт, бывший профессор Университета Юты, отмечает, что в обеих песнях используются «вокал в стиле „отклик-ответ“ и синкопированный восходящий хроматический мотив, который заканчивается длинной устойчивой нотой». Несмотря на то, что песня записана на многодорожечном магнитофоне, она никогда не выпускалась в стерео-варианте.
После того, как сингл был выпущен, американские версии альбома Then Play On были обновлены, с добавлением этой песни. На альбомной версии «Oh Well» две стороны сингла были объединены в один трек под названием «Oh Well»(длительность 8:56), так что в этом варианте начало «Part 2» звучит дважды. На оригинальном релизе компакт-диска фигурирует именно эта версия. Тем не менее, в американском переиздании сингла 1972 года фигурировала только электрическая «Part 2» без коды. Другие переиздания песни, включая альбомы Greatest Hits и Then Play On (Deluxe version, 2013), как правило, содержат варианты из оригинального сингла — «Part 1» (с кодой) и «Part 2» в виде двух отдельных треков.

## Кавер-версии
Кавер-версии песни были записаны многими другими исполнителями, включая Билли Гиббонса, Tom Petty and the Heartbreakers, Кенни Уэйна Шеперда, Monks of Doom, Гордона Гилтрапа, Джо Джексона, The Rockets, Big Country, Tribe of Gypsies, Ratt, Tourniquet, McCoy, Джона Парра, Oh Well, Haim, Jason Isbell and the 400 Unit и Даррела Мэнсфилда. Также эта песня исполнялась вживую гитаристом Джимми Пейджем и группой The Black Crowes, впоследствии эта запись была выпущена на их концертном альбоме Live at the Greek 2000 года. В июле 2013 австралийский певец Рик Спрингфилд перепел «Oh Well» для проекта The A.V. Club «Undercover series». Помимо этого, группа Eels включила кавер-версию этой песни в делюксовое издание своего альбома The Cautionary Tales of Mark Oliver Everett, а канадский музыкант Колин Джеймс перепел её для своей пластинки Fifteen (2012). Версия песни была включена в альбом Deep Purple Turning to Crime (2021), целиком состоящий из кавер-версий; видео этой песни использовалось для рекламы альбома до его официального выпуска.
В 2003 году бывший участник Fleetwood Mac Боб Уэлч записал «Oh Well» для своего сольного альбома His Fleetwood Mac Years & Beyond. Чтобы очертить секции песни, Уэлч сыграл на нескольких гитарах поверх оригинальной записи, чтобы его кавер-версия «точно соответствовала оригиналу, при этом не являясь его точной копией». После того, как гитары были наложены, Уэлч постепенно приглушил оригинальную запись, заполнив песню семплами и MIDI. За пару недель Уэлч записал от около 96 отдельных треков. Во время микширования он сократил их количество до 32-х, потому что ему было слишком трудно контролировать все гитарные части, которые он записал.
Отрывок из песни можно услышать в эпизоде «Остриё из космоса» телесериала «Доктор Кто». Сериал снимался примерно в то же время, когда сингл попал в чарты, и транслировался по телевидению в январе 1970 года. Песня была убрана из более поздних видео-релизов этой серии, однако её вернули в издании сериала на DVD 2011 года. Начало песни (версия с концертного альбома Live in Boston) можно услышать во втором сезоне телесериала «Фарго». Помимо этого, «Part 2» была семплирована группой The KLF для их альбома Chill Out.
Вступительный гитарный рифф песни «Beating Around the Bush» группы AC/DC (1979) года был назван журналистом Филом Сатклиффом: «практически данью уважения… отражением, я не решаюсь сказать копией» «Oh Well».

## Участники записи
«Oh Well Part 1»
- Питер Грин – вокал, электрогитара, добро
- Дэнни Кирван – электрогитара
- Джон Макви[англ.] – бас-гитара
- Мик Флитвуд – ударные, ковбелл, конга, маракасы, клаве

«Oh Well Part 2»
- Питер Грин – испанская гитара, электрогитара, бас-гитара, виолончель, литавры, оркестровые тарелки[англ.]
- Джереми Спенсер[англ.] – фортепиано

Дополнительные музыканты
- Сандра Элдсон – блокфлейта

## Чарты

### Ежегодные чарты
| Чарт (1969-70)                 | Высшая позиция |
| ------------------------------ | -------------- |
| Australia                      | 17             |
| Austria                        | 6              |
| Бельгия/Фландрия (Ultratop 50) | 3              |
| Бельгия/Валлония (Ultratop 50) | 5              |
| Canada (RPM)                   | 54             |
| France                         | 2              |
| Germany                        | 5              |
| Ireland                        | 5              |
| Netherlands                    | 1              |
| Norway                         | 3              |
| Switzerland                    | 6              |
| UK                             | 2              |
| США (Billboard Hot 100)        | 55             |